# Інтернет-портал
Інтернет-портал (вебпортал, інформаційний портал) — вебсайт, що надає користувачеві Інтернету різні інтерактивні сервіси (Інтернет-сервіси).[джерело?] Портали працюють як точки доступу до інформації у Інтернеті або як сайти, що допомагають користувачам у пошуку потрібної інформації.[джерело?] Такі портали представляють інформацію з різних джерел або тем об'єднаним способом і також називають[хто?] навігаційними сайтами.
Всі[джерело?] портали виконують функції пошуку, а також надають Інтернет-сервіси[джерело?], наприклад: електронна пошта, стрічка новин тощо.
Ідея роботи порталу — створення або представлення критичної (найбільшої) маси Інтернет-сервісів, якими б можна було залучити до себе таку кількість користувачів-відвідувачів, яка буде постійно поповнюватися та збільшуватися.

## Історія
Інтенсивному розвитку порталів сприяє ряд програмних продуктів (портальні рішення), що дозволяють об'єднати в єдиний простір інформацію з різних джерел. Такі рішення пов'язані, зокрема, з:
- технологією єдиного входу (Single Sign On), коли користувач переходить із одного розділу порталу в іншій без повторної авторизації;
- організацією передачі даних між різними застосунками, задіяними користувачем у ході роботи на порталі.

## Класифікація по спеціалізації інформації

### Горизонтальний портал (General portal)
Горизонтальний портал (або універсальний портал, портал загального характеру) — це портал, що охоплює багато тематик, представляє набір сервісів (які обслуговують, по можливості, всі теми) й орієнтований на максимально широку аудиторію, на максимальне охоплення її інтересів. Найвідоміші горизонтальні портали (за секторами Інтернету) — Yahoo! (англомовний), Mail.ru (російськомовний), Ukr.net, Яндекс (обидва — російськомовні та україномовні).
Такі портали, як правило, сполучають у собі різноманітні функції, пропонують різноплановий вміст (контент) і різноманітні сервіси (новин, фінансові, розважальні, ігрові тощо).

### Вертикальний портал (Vertical portal), портал-ніша (Niche portal)
Вертикальний портал — це портал вузької тематичної спрямованості, що надає різні сервіси для користувачів мережі по певних інтересах і орієнтований на повне охоплення тематики або галузі діяльності.
Якщо тематика вертикального порталу досить цікава, довкола нього може скластися так звана «спільнота» (community) — більш-менш постійна група осіб, що, наприклад, систематично спілкуються між собою в чаті такого порталу.

### Змішаний портал (Blended portal)
Змішаний портал — портал, що сполучає в собі функції електронної торгівлі та класичні довідкові сервіси. Прикладами таких порталів є інтернет-магазини. Також змішаними порталами вважаються такі вертикальні портали, які починають займатися бізнесом у своїх спеціалізованих розділах.

## Класифікація по спрямованості на користувачів

### Корпоративний портал (Corporate portal, Enterprise portal)
Корпоративний портал — сукупність інформаційних систем і баз даних підприємства, організації чи установи, представлена в мережі Інтернет.
Корпоративний портал надає співробітникам компанії (її постійним партнерам) суворо персоніфікований вхід у її автоматизовану систему управління (інформаційну систему підготовки прийняття рішень, експертну систему, систему спільної роботи, систему управління бізнесами-процесами тощо).

## Стандарти
- Web Services for Remote Portlets (WSRP) — мережевий протокольний стандарт для зв'язку з віддаленими портлетами
- JSR 168 (Java Portlet Definition Standard) визначає контракт між портлетним контейнером і портлетами та надає зручну програмну модель розробникам портлетів

## Застосування терміна
Термінологічна недосвідченість користувачів і очевидна для виробників вмісту сайтів привабливість позиціювання своїх Інтернет-проектів як порталів призвели до розмивання поняття. Порталами часто «називають себе» просто великі сайти з розгалуженою внутрішньою структурою та великою кількістю посилань. Однак якщо більша частина цих посилань — внутрішні (такі, що відправляють користувача на іншу сторінку цього ж сайту), то називати такий сайт Інтернет-порталом невиправдано.